# Кнутов, Фёдор Иванович
Фёдор Иванович Кнутов (нач. 1700-х — после 1779) — военный и государственный деятель Российской империи, комендант Астрахани, президент Ревизион-коллегии, тайный советник.

## Биография
Принадлежал к старинному дворянскому роду Кнутовых. О раннем периоде его жизни данные не обнаружены, за исключением того, что он вступил в службу в 1719 году. После вступления на престол Анны Иоанновны в 1730 году Кнутов, служивший сержантом лейб-гвардии Семёновского полка, был переведён прапорщиком в новосформированный лейб-гвардии Измайловский полк.
В лейб-гвардии Измайловском полку Кнутов продолжал службу на протяжении всего царствования Анны Иоанновны, неоднократно повышаясь в чинах (на 1734 год — подпоручик, на 1735 год — поручик, на 1740 год — капитан-поручик) и выполняя разного рода ответственные поручения: в 1734 году ездил в Персию с указами к командующему русскими войсками генералу В. Я. Левашову и тайному советнику князю М. М. Голицыну; в 1736 году был одним из лиц, руководивших отправкой провианта с Украины для войск в Крым; в январе 1737 года осуществил доставку в Шлиссельбургскую крепость приговорённого к пожизненному заключению видного государственного деятеля князя Д. М. Голицына.
По окончании Русско-турецкой войны 1735—1739 годов при распределении «в порожние губернии и другие места из генералитета и прочих чинов» Кнутов был определён Анной Иоанновной комендантом в Астрахань (3 марта 1740 года); 27 марта того же года вышел дополнительный указ по поводу его назначения:

Всемилостивейше пожаловали Мы определённого в Астрахань комендантом лейб-гвардии Нашей капитан-поручика Фёдора Кнутова в полковники, а жалованье производить ему по штату обер-комендантское, — понеже тамо коменданта быть не положено, он же, будучи в гвардии, получал более обер-комендантского

В Астрахани полковник Кнутов прослужил десять лет, получив в 1748 году повышенные до обер-коменданта и в 1749 году чин бригадира. В дальнейшем командовал драгунскими и пехотными полками в Москве, Нарве и Курске. 15 августа 1755 года Оренбургский губернатор И. И. Неплюев запрашивал Военную коллегию о командировке к нему крупных воинских сил и «командиров из генералитета до 3-х персон»; коллегия, ссылаясь на отсутствие генералов, которых можно было бы послать в Оренбург, предложила кандидатуру бригадира Кнутова, что Сенат и утвердил.
В конце того же года Кнутов перешёл на гражданскую службу, получив 25 декабря 1755 года чин действительного статского советника. Занимал должность вице-президента Ревизион-коллегии. 16 августа 1760 года Елизавета Петровна издала ряд указов о масштабных производствах в высшие чины и назначениях на руководящие посты в большинстве центральных учреждений и губерний. Среди получивших новое назначение был и Кнутов, ставший президентом Ревизион-коллегии.
В 1764 году Сенат представил Екатерине II доклад о награждении оставшихся за штатом и увольнявшихся от службы лиц «из таких, которые за показанными изнеможениями совершенно дел отправлять не могут» назначением им пенсий, а тех из них, кто длительное время прослужил в настоящем чине — и производством в следующий чин. В докладе значился и ряд бывших глав коллегий и губерний, включая Кнутова, которого по новому распределению высших чинов от 17 апреля 1764 года в качестве президента Ревизион-коллегии заменил М. Я. Маслов. Сенаторы представляли Кнутова к назначению пенсии «по московскому президентскому окладу по 937 руб. 50 коп. в год» и чину тайного советника. 7 октября Екатерина II утвердила доклад Сената.
В отставке Кнутов проживал в Москве, где владел каменным домом. Год его кончины не установлен, но он ещё упоминается как живущий в Москве в 1779 году.